# ABCワールドニュース
『ABC ワールド・ニュース・トゥナイト』（ABC World News Tonight）は、アメリカ・ABCニュースが制作し、ABCのネットワークで放送されている報道番組である。1978年放送開始の『ワールド・ニュース・トゥナイト』（World News Tonight、略称WNT）を2006年7月に『ABCワールドニュース』に改称したが2014年9月に『ワールド・ニュース・トゥナイト』に戻した。放送時間は18:30-19:00（東部標準時/太平洋標準時）。
1953年の放送開始以来、他の多くのプレゼンターによって様々な時期に定着してきた。また、1970年から1978年までの『ABCイブニングニュース』、1978年から2006年までの『ワールド・ニュース・トゥナイト』、2006年から2009年までの『ワールドニュース』、2009年から2014年までの『ABCワールドニュース』など、様々なタイトルを使用してきたが、2014年より平日は『ABC ワールド・ニュース・トゥナイト・ウィズ・デイビッド・ミュアー』、週末は『ABC ワールド・ニュース・トゥナイト』のタイトルで放送されている。

## 歴史
ABCは、1948年夏にH・R・ボーカゲとジム・ギボンズが毎晩アンカーを務めるニュース番組『News and Views (テレビシリーズ)』を開始した。これは1951年の『After the Deadlines』と1952年の『オールスターニュース（All-Star News）』に引き継がれた。1953年秋、ジョン・チャールズ・デーリーは当時15分間の『ジョン・デーリー・アンド・ザ・ニュース（John Daly and the News）』のアンカーに就任した。CBSのゲーム番組『What's My Line?』のホストを同時に務めていたデーリーは、1960年までニュース番組のアンカーを務め、複数のホストとフォーマットが彼を引き継いだ。1960年代初頭の番組のアンカーには、アレックス・ドライエル、ジョン・H・セカンダリ、フェンダル・ウィンストン・イェルサ、アルフレッド・E・マン、ビル・シャデル、そしてジョン・キャメロン・スウェイジ（元NBC）、ビル・ローレンス (ニュースパーソナリティ)、ビル・シーハンの3人のチームが含まれていた。1962年、ロン・コクランはフルタイムのアンカーとして任命され、1965年まで番組に留まった。コクランが番組を降りた後、当時26歳だったカナダ・トロント生まれのジャーナリストであるピーター・ジェニングスは、『ピーター・ジェニングス・ウィズ・ザ・ニュース（Peter Jennings with the News）』のアンカーに指名された。しかし、経験の浅さ（最終学歴は高校中退）とアメリカ人の嫌うカナダ訛りの英語が災いし、ジェニングスは1967年にアンカーチェアを去り、ニュース番組の国際特派員としてニュース部門によって再割り当てされた。新たに改名された『ABCニュース』は、ボブ・ヤング (ニュースキャスター)（1967年10月〜1968年5月）、そしてフランク・レイノルズ（1968年5月〜1970年12月）が相次いでアンカーを務め、後にハワード・K・スミス（1969年5月〜1970年12月）が加わった。番組は1967年1月に放送時間が15分間から30分間に拡大した。これは、CBSとNBCの両方が夕方のニュース番組を30分に拡大してから約3年半後のことである。

### リーゾナー、スミス、ウォルターズ
元CBSニュースと『60 Minutes』のハリー・リーゾナーは、1970年にABCニュースに参加し、レイノルズに代わって、12月からスミスと再起動して名前を変更した『ABCイブニングニュース』を共同でアンカーを務めた。視聴率は着実に上昇したが、依然として支配的なCBSとNBCに次ぐ3位に留まった。1975年、ハワード・K・スミスはコメンテーターの役割に移され、リーゾナーは1976年10月4日に番組に参加した際に最初の女性ネットワークアンカーとなったバーバラ・ウォルターズとペアになるまで、一時的に唯一のアンカーの責任を引き受けた。毎晩のニュース放送の視聴率はその後まもなく低下した。これはおそらく、リーゾナーとウォルターズの間に相性の欠如が原因の可能性があるとみられる。リーゾナーは最終的にCBSと『60 Minutes』に戻り、ウォルターズはニュースマガジン『20/20 (アメリカのテレビ番組)』のアンカーとなった。

### 「ファーストニュース」戦略（1967年〜1982年）
3つのフルタイムのネットワーク系列局がある地域でさえ、ABC加盟局は、その日の国内および国際ニュースを最初に提示することによって視聴者を魅了するために、18:00・17:00の時間枠でニュース番組を放送することを選択することがよくあった。これにより、視聴者はCBSやNBCに目を向けるのではなく、番組の直後（または30分後）に放送局のローカルニュース番組に注目し続ける可能性が高くなる。
クローズドキャプションが登場する前の1973年から、PBSは『ABCイブニングニュース』のオープンキャプションバージョンの放送を開始した。これは、ABCでの本放送の5時間後、主に深夜の時間枠で放送され、全米の様々な公共テレビ局に配信された。このバージョンは、ボストンのPBS系列局であるWGBH-TVによって作成された。同局は、キャプションを提供し、コマーシャルの代わりに挿入された最新ニュースの進展、天気予報、スポーツの結果だけでなく、追加のニュース記事（一部は聴覚障害者にとって特に興味深いもの）を放送に再パッケージ化した。この慣習は、リアルタイムのクローズドキャプションがアメリカで最初に全米映像字幕協会によって導入された1982年まで続いた。

## 第1期:3人のアンカーの時代
1970年から放送されてきた「ABCイブニング・ニュース」（ABC Evening News）の後継番組として、番組名を「ABCワールド・ニュース・トゥナイト」（ABC World News Tonight）とし1978年に放送開始。
アンカー（ニュースキャスター）は3人のアンカー（co-anchor）が異なる場所から担当する。政治ニュースを中心にワシントンD.C.から フランク・レイノルズ（Frank Reynolds、3人の中で中心人物）、海外ニュースをロンドンからピーター・ジェニングス（Peter Jennings）が、国内ニュースはシカゴからマックス・ロビンソン（Max Robinson、全米ネット初の黒人アンカー）が伝えるという珍しい体制をとる。
1970年代までのアメリカではNBCが2人体制の期間が長くCBSは1人体制が続き、これに対してABCはフランク・レノルズとハワード・K・スミス、ハリー・リーズナー（Harry Reasoner）とハワード・K・スミスの二人体制、バーバラ・ウォルターズの単独アンカーなど試行錯誤を続けてきたが、結果として3位体制という試みになった。しかし、情報が集まるのは3人がいないニューヨークであって、また例えばメキシコで起きたニュースをロンドンから伝えるといった非効率の面もあって、見直されることとなった。

## 第2期:ピーター・ジェニングスの時代
1983年にレイノルズが亡くなり、ロンドンから伝えていたピーター・ジェニングスが単独アンカーとしてニューヨークから伝えることになる。1984年9月からは、番組名も彼の名を冠した World News Tonight With Peter Jennings となった。
ジェニングスは海外取材歴が長かったこともあり、単独で担当するようになってからも、国内ニュースのほかに海外のニュース取材も積極的に行なった。日本には1985年の原爆記念の日に広島から放送したほか、昭和天皇崩御の際にも来日して取材・放送を行った。また1993年の東京サミットで来日した際には（当時日本では解散総選挙の真っ只中でもあったため）日本全国各地を取材・放送を行った。
ジェニングスと同じく1980年代前半にトム・ブロコウが「NBCナイトリーニュース」の、ダン・ラザーが「CBSイブニングニュース」のアンカーとなり、これら三大ネットワークの夕方ニュース番組は激しい視聴率競争を展開した。80年代後半からの国際社会の激変の中で、番組は国際報道で強みを発揮し、10年あまり視聴率競争で優位にあった。しかし90年代後半から「NBCナイトリーニュース」が優位に立ち、以後後塵を拝する格好となった。
2001年、アメリカ同時多発テロ事件に関して愛国心が渦巻く中、冷静を保った報道姿勢が保守層から反感を買い、視聴率が急落する一幕もあった。
2005年4月、ジェニングスは自らが肺癌患者であることを告白し、病気療養に専念する為に降板。同年8月7日、67歳で亡くなった。ジェニングスの死は世界中で報道された。ライバルであったNBCニュースは、ジェニングスへの哀悼の意を異例の新聞全面追悼広告として表した。WNTを放送していたNHK衛星第1テレビでABCの追悼番組を放送した。
ジェニングスの病気療養・死去から新アンカーが決まるまで、ジェニングスが担当していた平日の担当は、平日朝の番組『グッド・モーニング・アメリカ』（Good Morning America、GMA）の司会者チャールズ・ギブソン（Charles Gibson）や、20/20 の司会者エリザベス・バーガス（Elizabeth Vargas）、番組の日曜日担当だったボブ・ウッドラフ（Bob Woodruff）らで補った。

## 第3期:インターネット時代へ

### バーガス & ウッドラフ
2005年12月5日、ABCニュースはジェニングスの正式な後任として、バーガスとウッドラフを共同アンカーとすると発表した。
2006年1月から新アンカーによる放送が始まり、いくつかの新しい試みも始まった（後述）。その一つとして、二人でニューヨークのスタジオから伝える形式に加え、いずれか一方（主にウッドラフ）が国内外問わずニュースの現場に出てリポートする形式を積極的に採用した。ちなみに1月最初の放送では、バーガスがスタジオからニュースを、ウッドラフがイランの首都テヘランからリポートを伝えた。
ところが1月29日、ウッドラフはイラクでアメリカ軍の従軍取材中、道路脇に置かれた爆弾による攻撃で同行のカメラマンとともに重傷を負い、長期療養を余儀なくされた。さらにバーガスの妊娠が判明し、いずれ出産のために産休に入る事は明らかとなる。2人とも番組から離脱することが明らかになり、同時に視聴率は低迷、テコ入れせざるを得なくなった。
なお、2006年1月のリニューアルを機に「西海岸版」の定時放送が編成された。これまで重要ニュースが無い限り、東部標準時より3時間遅いアメリカ西海岸地方（太平洋標準時）は録画放送（ディレイ放送）だった。ディレイ放送が普及したなかでの初の試みとして注目されたが、ギブソンのアンカー就任に合わせて廃止された。

### チャールズ・ギブソン
5月23日、ABCニュースは『グッド・モーニング・アメリカ』の司会を19年間務め、ABCの「朝の顔」として長年親しまれてきたチャールズ・ギブソンを単独アンカーに起用する人事を発表。バーガスは産休ののち 20/20 の司会に専念するとして、5月27日をもってアンカーを降板した（産休後、バーガスはギブソンの代役を務めることも）。5月29日からギブソンがアンカーを務める。
その後、7月19日、番組の名から Tonight を外し、アンカーのギブソンの名を冠した番組名 World News with Charles Gibson に改めた（土日は World News Saturday [Sunday]）。インターネット配信など Tonight（夜）にとらわれずインターネット上で24時間ニュースに対応・発信するようになった現状を重視し、それを番組名にも反映させたとしている。
2007年2月、『ワールド・ニュース』が『CBSイブニングニュース』や『NBCナイトリーニュース』を抑えて10数年ぶりにトップになったと報じた（週平均視聴者数は，ABCが839万，NBCが830万，CBSが644万）。チャールズ・ギブソンが担当してから視聴率が上向いた。
2007年12月31日から2008年初頭にかけて、スタジオやグラフィックをHD対応のものにリニューアルし、2008年8月25日放送分からHD製作となった。
2009年12月18日を最後にギブソンはアンカーを降板した。

### ダイアン・ソイヤー
2009年12月21日からダイアン・ソイヤーが新アンカーとなった。ソイヤーは以前にギブソンとグッド・モーニング・アメリカで共に働いていた。2014年現在では、平日版のアンカーをソイヤーが務め、週末版では平日には記者・特派員としてリポートにあたることの多いデイヴィッド・ミュアーがアンカーを務めている。また、しばしばジョージ・ステファノプロスもソイヤーの代役などの形でアンカーを務めることがある。2014年8月27日を最後に降板した。

## 再び『ワールド・ニュース・トゥナイト』へ

### デイビッド・ミュアー
2014年9月1日から週末版アンカーだったデイビッド・ミュアーが平日版アンカーへ異動した。平日版の番組タイトルを『ABC ワールド・ニュース・トゥナイト・ウィズ・デビッド・ミュアー（ABC World News Tonight with David Muir）』、週末版の番組タイトルを『ABC ワールド・ニュース・トゥナイト（ABC World News Tonight）』と変更した。
2020年9月8日から新しいタイトルカードを登場させ、長年、ボブ・イスラエルが作曲したオープニングテーマ（ハンス・ジマー作曲のものと置き換える）とリニューアルされたセットと新しいグラフィックパッケージを再導入した。

## アンカー

### 平日
- H・R・ボーカゲ（英語版）、ジム・ギボンズ（『News and Views (テレビシリーズ)（英語版）』1948年8月11日〜1951年3月30日）[6]
- 不明（『After the Deadlines（英語版）』1951年4月2日〜1952年10月3日）
- ブライソン・ラッシュ（英語版）、ポーリン・フレデリック (ジャーナリスト)（英語版）、ゴードン・フレイザー、レオ・チャーン（英語版） （『オールスターニュース（All-Star News）』1952年10月6日〜1953年1月2日・ゴールデンタイム帯のニュース、月曜日と水曜日の1時間、他曜日は30分間）
- ABCネットワークでは、1953年1月5日〜1953年10月9日まで、平日夕方のニュースは放送されなかった。
- ジョン・チャールズ・デーリー（英語版） （『ジョン・デーリー・アンド・ザ・ニュース（John Daly and the News）』1953年10月12日〜1958年9月12日）
- ドン・ゴダード（英語版）（『ABCニュース』1958年9月15日〜1959年5月8日19:15〜19:30（東部・太平洋標準時）、3時間後の『ジョン・デーリー・アンド・ザ・ニュース（John Daly and the News）』22:30〜22:45（東部・太平洋時間））
- ジョン・チャールズ・デーリー（英語版） （『ジョン・デーリー・アンド・ザ・ニュース（John Daly and the News）』1959年5月11日〜1960年12月16日）
- ビル・シャデル（英語版）（『ABCイブニングリポート』1960年12月19日〜1961年9月22日）
- ビル・ローレンス (ニュースパーソナリティ)（英語版）、アルフレッド・E・マン（英語版）、ジョン・キャメロン・スウェイジ（英語版）（『ABCイブニングリポート』1961年9月25日〜1962年3月23日18:00または19:00、4〜5時間後、10分間のロン・コクラン（英語版）の『ABCニュースファイナル』）
- ロン・コクラン（英語版）（『ABCイブニングリポート』1962年3月26日〜1965年1月29日）また、1963年3月29日まで23:00からの10分間のニュースのアンカーマン。マーフィー・マーティン（1963年4月2日〜1964年1月3日）とボブ・ヤング (ニュースキャスター)（英語版）（1964年1月6日〜1965年1月8日）によるニュースが続いた[7]。
- ピーター・ジェニングス（『ピーター・ジェニングス・ウィズ・ザ・ニュース（Peter Jennings with the News）』1965年2月1日〜1967年10月13日、同番組は1967年1月9日に『ABCニュース』として30分間に拡大された）
- ボブ・ヤング（『ABCニュース』1967年10月16日〜1968年5月24日）
- フランク・レイノルズ（英語版）（『ABCニュース』1968年5月27日〜1969年5月16日）
- フランク・レイノルズ（英語版）、ハワード・K・スミス（『ABCニュース』1969年5月19日〜1970年12月4日）[8]
- ハワード・K・スミス、ハリー・リーゾナー（英語版）（『ABCイブニングニュース』1970年12月7日〜1975年9月5日）
- ハリー・リーゾナー（英語版）（『ABCイブニングニュース』1975年9月8日〜1976年10月1日）
- ハリー・リーゾナー（英語版）、バーバラ・ウォルターズ（『ABCイブニングニュース』1976年10月4日〜1978年7月7日）
- フランク・レイノルズ（英語版）、マックス・ロビンソン（英語版）、ピーター・ジェニングス（『ワールドニュース・トゥナイト』1983年4月23日〜1983年8月8日）
- ピーター・ジェニングス（『ワールドニュース・トゥナイト・ウィズ・ピーター・ジェニングス』1983年8月9日〜2005年4月5日）
- 暫定アンカー
  - チャールズ・ギブソン、エリザベス・バーガス（英語版）、ボブ・ウッドラフ（英語版）（『ワールドニュース・トゥナイト・ウィズ・ピーター・ジェニングス』2005年4月6日〜2005年8月12日、『ワールドニュース・トゥナイト』2005年8月15日〜2006年1月2日）
- ボブ・ウッドラフ（英語版）、エリザベス・バーガス（英語版）（『ワールドニュース・トゥナイト・ウィズ・ボブ・ウッドラフ・アンド・エリザベス・バーガス』2006年1月3日〜5月26日）
- チャールズ・ギブソン（『ワールドニュース・ウィズ・チャールズ・ギブソン』2006年5月29日〜2009年12月18日）
- ダイアン・ソイヤー（『ABCワールドニュース・ウィズ・ダイアン・ソイヤー』2009年12月21日〜2014年8月27日）
- デイビッド・ミュアー（『ABCワールドニュース・トゥナイト・ウィズ・デイビッド・ミュアー』2014年9月1日〜）

### 週末
- テッド・コッペル（英語版）（土曜日版：1975年〜1977年）
- トム・ジャリエル（英語版）、シルビア・チェイス（土曜日版：1977年〜1979年）
- サム・ドナルドソン（英語版）（日曜日版：1979年〜1989年）
- キャスリーン・サリバン (ジャーナリスト)（英語版）（土曜日版：1985年〜1987年）
- バリー・セラフィン（英語版）（土曜日版：1987年〜1988年）
- キャロル・シンプソン（英語版）（土曜日版：1988年〜1993年・日曜日版：1993年〜2003年）
- フォレスト・ソイヤー（英語版）（日曜日版：1989年〜1993年）
- アーロン・ブラウン (ジャーナリスト)（英語版）（土曜日版：1993年〜1997年）
- エリザベス・バーガス（英語版）（土曜日版：1997年〜2003年・日曜日版：2003年〜2004年）
- テリー・モラン（英語版）（土曜日版：2004年〜2005年）
- ボブ・ウッドラフ（英語版）（日曜日版：2004年〜2005年）
- ジム・アビラ（英語版）（土曜日版：2006年〜2007年）
- ダン・ハリス (ジャーナリスト)（英語版）（日曜日版：2006年〜2011年）
- デイビッド・ミュアー（土曜日版：2007年〜2011年・週末：2011年〜2014年）
- セシリア・ヴェガ（英語版）（土曜日版：2015年〜2017年）
- トム・ヤーマース（英語版）（日曜日版：2015年〜2017年・週末：2017年〜2021年）
- ホイット・ジョンソン（英語版）（土曜日版：2021年〜現在）
- リンゼイ・デイビス（日曜日版：2021年〜現在）

## インターネットへの対応
2006年1月から2009年12月までの期間、インターネット向けのニュース番組「ワールド・ニュース・ナウ」（World News Now）を開始。東部標準時15:00（日本時間5:00、夏時間のときは4:00）からテレビ（ABC News Nowチャンネル）とインターネット（ABC News.comのストリーミング）で15分程度の生放送を実施。夕方の放送とは異なるニュースを放送する。
ABCのウェブサイトでビデオ・オン・デマンドの形で見られるほか、ビデオポッドキャストとして配信、重要ニュースがあった場合は夕方のテレビ版の映像を追加して配信している。2006年6月にはiTunesなどを通じてひと月で760万件のダウンロードがあったとABCニュースは発表した。当初は平日のみの配信であったが、のちに週末にも配信されている。テレビ番組の名称変更に伴い、この番組の名も「ワールド・ニュース」（World News、通称World News Webcast）となる。ギブソン降番と同時にWebcastは終了し、podcastでの提供も2011年4月を最後にサービスを停止した。
さらに番組サイトでは、本放送のうち主なニュース項目や未放送部分を動画として視聴できるほか、番組記者の取材記などを載せる公式のブログ The World Newserを設けている。
ウェブキャストに象徴されるように、第3期の番組づくりの大きな特徴は、インターネットでの情報発信を重視していることにある。三大ネットワークの夕方ニュース番組の視聴率は、1980年代から下降傾向にある。インターネット時代に入り、テレビニュース産業はインターネット配信を強めている。番組からの視聴者離れを食い止めるとともに、新たな視聴者の開拓につながるものと期待されているからだ。ABCニュースはインターネットコンテンツの制作・配信を専門とする部門を設け、力を入れている。
2024年12月現在は、公式インターネット配信の「ABC NEWS LIVE」で毎日ほぼ全編を配信しているほか、YouTubeのABCニュース公式チャンネルでも内容のほぼ全ての配信を行っている。

## 海外での放送

### 日本
日本ではNHKのNHK BS1で、放送通訳付きで20分以内に編集したものを放送している。CMや権利の関係上放送できない部分、『グッド・モーニング・アメリカ』などBS1で放送されないABCの番組に関連した宣伝などはカットされる。
当初は生放送・同時通訳が試みられた時期もあったが、長らくアメリカでの放送から1時間前後遅れて放送する「時差通訳」が基本であった。
しかし2006年11月7日からは、アメリカでの放送開始から10分程度遅らせて放送する同時通訳放送が始められた（つまり、下見が出来なくなった）。当初は最後のニュース項目を除いてほぼ全編放送されたが、2007年11月以降は前半部分のみの放送となっている。一方再放送ではこれまで通り時差通訳方式のため、同時通訳放送より安定した訳で放送、最後のニュース項目まで全編放送される。
2005年度、「メジャーリーグ中継」などのスポーツ中継がBS1の8時台にある際に、BS2の8時台に「ワールドニュースアワー」として振り替え放送された（土曜日を除く）。同時通訳放送を実施する2007年以降、そのような措置はとられていない。
2023年4月に、「キャッチ!世界のトップニュース」がBS1から総合テレビに放送波を移動・放送時間短縮と同時に、同時通訳放送は行われなくなった。
- 再放送（時差通訳）

【月曜日 - 金曜日】12:25 - 12:33ごろ
※スポーツ中継の際にはサブチャンネルでの放送もある。再放送はスポーツ中継の際には放送休止もある。祝日、年末年始は放送休止となる。
- （過去）同時通訳放送

【月曜日 - 金曜日】BS1「キャッチ!世界のトップニュース」枠内の8:45ごろ - 8:48ごろ
同番組が総合テレビに移転してからは廃止された。
NHKではこのほかにABCニュースシャワー（2018年度まで）→攻略!ABCニュース英語（2019年度から2021年3月まで）という、英語教育用に5分間に短縮されたミニ番組も放送していた。
このほかAFNのニュース専門チャンネルAFN|newsで火曜から土曜の8:00 - 8:30に放送されている。

### イギリス
イギリスではBBCのニュース専門チャンネル・BBC News Channelで火曜から土曜の午前1:40ごろ - 2:00（イギリス時間）に放送されていた。

### ニュージーランド
テレビジョン・ニュージーランドのデジタルチャンネルTVNZ7において時差放送が行われている。